# كريس تايلور (لاعب كرة قدم بريطاني)
كريس تايلور (بالإنجليزية: Kris Taylor) (12 يناير 1984 في المملكة المتحدة - ) هو لاعب كرة قدم بريطاني في مركز الظهير. لعب مع بورت فايل ومانشستر يونايتد ونادي بيرتن ألبيون ونادي هيرفورد ونادي والسول ونادي هدنسفورد تاون ونادي راشل أوليمبيك وتيلفورد يونايتد ودارلينجتون إف سى.

## وصلات خارجية
- كريس تايلور على موقع قاعدة بيانات كرة القدم.إي يو (الإنجليزية)
- كريس تايلور على موقع Soccerbase.com (لاعب) (الإنجليزية)
- كريس تايلور على موقع Soccerway.com (الإنجليزية)